# Осада Руайана
Осада Руайана — осада французскими королевскими войсками Людовика XIII гугенотского оплота Руайана в 1622 году в рамках гугенотских восстаний. Эта осада последовала за осадой Монтобана, в которой Людовик XIII не достиг успеха.
Осада началась в начале мая 1622 года. Через 6 дней, несмотря на поддержку со стороны Ла-Рошели, город сдался, а его защитники получили право уйти в Ла-Рошель с оружием и обозом, но должны были оставить пушки и боеприпасы.